# Алфандега-да-Фе
Алфа́ндега-да-Фе́ (порт. Alfândega da Fé; МФА: [aɫ.ˈfɐ̃.dɨ.gɐ dɐ ˈfɛ], Алфандига-да-Фе́) — муніципалітет і містечко в Португалії, в окрузі Браганса. Розташований у північно-східній частині країни, на теренах історичної португальської провінції Трансмонтана. Належить до Брагансько-Мірандської діоцезії Католицької церкви в Португалії. Права міського самоврядування має з 1294 року. Поділяється на 12 парафій. За адміністративним поділом, чинним до 1976 року, був складовою провінції Трансмонтана і Верхнє Дору. Площа муніципалітету — 321,95 км², населення муніципалітету — 5104 ос. (2011); густота населення — 15,85 осіб/км²
. Патрон — святий Петро. Святковий день муніципалітету — 29 червня. Поштовий індекс — 5350.  Код місцевої адміністративної одиниці — 0401. Складова статистичного регіону Північ.

## Географія
Алфандега-да-Фе розташована на північному сході Португалії, в центрі округу Браганса.
Містечко розташоване за 55 км на південний захід від міста Браганса.
Алфандега-да-Фе межує на півночі з муніципалітетом Маседу-де-Кавалейруш, на сході — з муніципалітетом Могадору, на півдні — з муніципалітетом Торре-де-Монкорву, на заході — з муніципалітетом Віла-Флор.

## Історія
1294 року португальський король Дініш надав Алфандезі форал, яким визнав за поселенням статус містечка та муніципальні самоврядні права.

## Населення
| Кількість мешканців | Кількість мешканців | Кількість мешканців | Кількість мешканців | Кількість мешканців | Кількість мешканців | Кількість мешканців | Кількість мешканців | Кількість мешканців | Кількість мешканців | Кількість мешканців | Кількість мешканців | Кількість мешканців | Кількість мешканців | Кількість мешканців |
| ------------------- | ------------------- | ------------------- | ------------------- | ------------------- | ------------------- | ------------------- | ------------------- | ------------------- | ------------------- | ------------------- | ------------------- | ------------------- | ------------------- | ------------------- |
| 1864                | 1878                | 1890                | 1900                | 1911                | 1920                | 1930                | 1940                | 1950                | 1960                | 1970                | 1981                | 1991                | 2001                | 2011                |
| 9 069               | 8 906               | 8 768               | 9 069               | 9 341               | 8 037               | 8 789               | 9 963               | 10 204              | 9 672               | 7 701               | 7 925               | 6 734               | 5 963               | 5 104               |

## Парафії
- Агробон
- Алфандега-да-Фе
- Сережайш
- Еусізія
- Феррадоза
- Жебелін
- Говея
- Парада
- Помбал
- Салдоня
- Самбаде
- Сендін-да-Рібейра
- Сендін-да-Серра
- Соейма
- Вале-Перейру
- Валеш
- Валверде
- Вілар-Шан
- Віларелюш
- Вілареш-де-Віларіса